# Kreis Quinto
Der Kreis Quinto bildet zusammen mit den Kreisen Airolo, Faido und Giornico den Bezirk Leventina des Kantons Tessin in der Schweiz. Der Sitz des Kreisamtes ist in Quinto.

## Gemeinden
Der Kreis setzt sich aus folgenden Gemeinden zusammen:
| Wappen | Name der Gemeinde | Einwohner (Dez. 2018) | Fläche in km² | BFS-Nr |
| ------ | ----------------- | --------------------- | ------------- | ------ |
| Dalpe  | Dalpe             | 181                   | 14,55         | 5071   |
| Quinto | Quinto            | 1324                  | 92,03         | 5079   |